# Michelle Williams (atriz)
Michelle Ingrid Williams (Kalispell, 9 de setembro de 1980) é uma atriz norte-americana, conhecida por estrelar filmes independentes com temas sombrios ou trágicos. Ela venceu dois Globos de Ouro, um Emmy e um SAG, e recebeu cinco indicações ao Oscar, três ao BAFTA e uma ao Tony.
Williams começou a carreira ainda criança e estreou no cinema com o filme Lassie (1994). Ganhou notoriedade com o papel de Jen Lindley na série de drama adolescente Dawson's Creek (1998–2003). Conseguiu destaque no cinema como Alma Beers del Mar no drama Brokeback Mountain (2005), que lhe rendeu sua primeira indicação ao Oscar de Melhor Atriz Coadjuvante. Ela foi indicada ao Oscar novamente por suas atuações nos filmes Blue Valentine (2010), My Week with Marilyn (2011), Manchester by the Sea (2016) e The Fabelmans (2022). 
Ao longo da carreira, ela estrelou em filmes de diversos gêneros, como A Thousand Acres (1997), Halloween H20: 20 Years Later (1998), But I'm a Cheerleader (1999), I'm Not There (2007), Incendiary (2008), Synecdoche, New York (2008), Wendy and Lucy (2008), Ilha do Medo (2010), Oz the Great and Powerful (2013), Certain Women (2016), The Greatest Showman (2017), All the Money in the World (2017), I Feel Pretty (2018), Venom (2018) e Venom: Let There Be Carnage (2021).
Williams também ganhou dois prêmios Globo de Ouro, um como Marilyn Monroe no filme My Week with Marilyn (2011), e outro como Gwen Verdon na minissérie Fosse/Verdon (2019), que também lhe rendeu um prêmio Emmy e um SAG. Williams também estrelou na Broadway no musical Cabaret em 2014, e na peça dramática Blackbird em 2016, pela qual foi indicada ao Tony Award de Melhor Atriz.

## Biografia

### 1980-1992: Início da vida, Família e Infância
Michelle Ingrid Williams nasceu em 9 de setembro de 1980, em Kalispell, Montana, filha de Carla Ingrid, uma dona de casa e Larry R. Williams, um corretor de ações, que também concorreu duas vezes para o Senado dos Estados Unidos como candidato do Partido Republicano. Ela é descendente de noruegueses. Em Kalispell, Williams morava com seus três meio irmãos paternos e sua irmã mais nova, Paige. Embora ela tenha descrito sua família como "não muito unida", ela compartilhava um vínculo estreito com seu pai, que a ensinou a pescar e atirar, e a encorajou a se tornar uma leitora ávida. Ela se descreveu como uma criança solitária. 
Quando tinha nove anos sua família mudou-se para San Diego, Califórnia. Williams se interessou por atuar quando viu uma produção local de The Adventures of Tom Sawyer. Ela começou a fazer cursos de atuação na San Diego, e atuou pela primeira vez em uma produção amadora do musical Annie, onde recebeu elogios por sua performance. Seus pais a levavam de San Diego para Los Angeles, onde ela arrumou um agente e começou a fazer testes.

### 1993-1997: Primeiros trabalhos
Sua primeira aparição na televisão foi em 1993 como Bridget Bowers, em um episódio da da série Baywatch; E seguiu fazendo aparições em séries populares como Step by Step e Home Improvement. Em 1994, ela estreou no cinema com o filme Lassie, e no ano seguinte, Interpretou a forma jovem de Sil, uma alienígena que rapidamente cresce para se tornar o personagem monstro no filme de ficção científica Species.
Aos 15 anos, com a aprovação de seus pais, ela emancipou-se para prosseguir com sua carreira sem precisar se preocupar com as leis de menores, já que seus pais não podiam estar sempre presente nos sets. Depois de completar o nono ano na Escola Superior da Santa Fe Christian, em Solana Beach, ela abandonou a escola regular e se matriculou em aulas particulares em casa, devido o bullying que sofria.
Após sua emancipação, Williams mudou-se para Los Angeles e morou sozinha em Burbank. Para se sustentar, ela aceitou trabalhos em comerciais locais. Em 1996, atuou no telefilme My Son Is Innocent, e no ano seguinte, em Killing Mr. Griffin e no drama A Thousand Acres, onde atuou ao lado de Michelle Pfeiffer e Jessica Lange. Ainda em 1997, descontente com os papéis que estavam sendo oferecidos, Williams e outros amigos que também são atores escreveram um roteiro, intitulado Blink. sobre prostitutas que vivem em um bordel de Nevada, que foi vendido para uma produtora, mas nunca foi feito..

### 1998-1999:Dawson's Creeke Filmes populares
Em 1998, Williams conseguiu seu primeiro papel de destaque na série de drama adolescente Dawson's Creek, co-estrelada por James Van Der Beek, Katie Holmes e Joshua Jackson. Ela interpretou Jen Lindley, uma adolescente precoce de Nova York que se muda para a casa de sua avó na cidade fictícia de Capeside. A série foi um sucesso de audiência, ficando no ar por seis temporadas de janeiro de 1998 a maio de 2003. Ela descreveu Dawson's Creek como "a melhor classe de atuação", que lhe proporcionou estabilidade financeira para que ela pudesse atuar em filmes mais adequados com sua personalidade. No mesmo ano, ela atuou no filme de terror Halloween H20: 20 Years Later, onde ela interpretou uma das várias adolescentes traumatizadas pelo assassino Michael Myers. Apesar das criticas negativas, o filme foi um sucesso financeiro, arrecadando 55 milhões de dólares, contra seu orçamento de 17 milhões de dólares.
Em 1999, ela co-estrelou com Kirsten Dunst a comédia Dick. O filme é uma paródia dos eventos do Caso Watergate, que levou à renúncia do presidente dos EUA Richard Nixon. Em seguida, ela atuou no filme But I'm a Cheerleader, uma comédia satírica sobre terapia de conversão. Ansiosa para interpretar papéis desafiadores, Williams passou o verão de 1999 estrelando uma peça off-Broadway intitulada Killer Joe.

### 2000-2004: Transição para papéis adultos
Em 2000, Williams atuou ao lado de Chloë Sevigny no telefilme da HBO If These Walls Could Talk 2, que conta a história de casais de lésbicas em diferentes períodos de tempo. A partir de então ele começou a trabalhar em alguns filmes independentes. Ela falou a revista Vogue "Eu sinto que não tenho trabalhado de uma forma particularmente chamativa ou visível". Em 2001, ela co-estrelou com Anna Friel o longa Me Without You. O filme recebeu criticas favoráveis. Em seguida participou do filme Prozac Nation (2001), estrelado por Christina Ricci e baseado na autobiografia de mesmo nome de Elizabeth Wurtzel sobre sua batalha contra a depressão nervosa.
Esses papéis foram seguidos por The United States of Leland, de 2003, que incide com Leland P. Fitzgerald (Ryan Gosling) que esfaqueia um menino até a morte, presumivelmente sem qualquer motivo. Williams estrela como a irmã da vítima. O longa foi recebido com críticas negativas. Ela também atuou na comédia dramática The Station Agent, que segue Fin (Peter Dinklage), que vive em uma estação de trem abandonada e começa uma amizade com uma bibliotecário, interpretada por Williams. Juntamente com outros membros do elenco, eles foram nomeados para o Screen Actors Guild Award de Melhor Elenco em um filme.
No filme Land of Plenty, de 2004, ela interpretou Lana, uma trabalhadora desabrigada tentando entrar em contato com o veterano do Vietnã (John Diehl). Pelo trabalho, ela recebeu uma indicação de melhor atriz no Independent Spirit Awards. Ela também atuou no filme Imaginary Heroes, centrado em torno do efeito do suicídio de um filho sobre uma família suburbana, e interpretou uma jovem impressionável obcecada por saúde mental no filme de época A Hole in One. Williams retornou ao gênero de comédia com The Baxter, no qual interpretou uma secretária nerd.

### 2005-2009: Reconhecimento
Williams ganhou o reconhecimento da critica com o filme Brokeback Mountain, dirigido por Ang Lee, que retrata uma relação entre dois homens, Ennis e Jack (interpretados por Heath Ledger e Jake Gyllenhaal, respectivamente). Williams interpreta a mulher de Ennis, Alma que começa a tornar-se consciente da verdadeira natureza do relacionamento de Ennis com Jack. O filme foi um sucesso comercial arrecadou cerca de 178 milhões de dólares, contra seu orçamento de 14 milhões de dólares. Também foi aclamado pela critica, recebendo oito indicações ao Oscar de 2006, incluindo uma indicação para a Williams de Melhor atriz coadjuvante. O vestido Vera Wang, que ela usou no tapete vermelho foi citado pela revista Cosmopolitan como um dos melhores vestidos do Oscar de todos os tempos.
Williams teve dois lançamentos de filmes em 2006, The Hawk Is Dying, co-estrelado por Paul Giamatti, e The Hottest State, um filme de Ethan Hawke, adaptado de seu livro de 1996. Em 2007, Williams participou do filme I'm Not There, inspirado pelo músico Bob Dylan como uma representação de Andy Warhol musa de Edie Sedgwick.
Em 2008, ela atuou ao lado de Hugh Jackman e Ewan McGregor no thriller policial Deception. McGregor e Williams trabalharam juntos de novo, em Incendiary, onde ela interpretou uma mãe que perde o marido e o filho em um ataque terrorista num jogo de futebol. Impressionado com seu trabalho cômico em Dick, o roteirista Charlie Kaufman escreveu um personagem para Williams no filme Synecdoche, New York, onde ela atuou ao lado de Phillip Seymour Hoffman e Emily Watson. O longa foi um fracasso de bilheteria, mas foi elogiado pela critica. Seu próximo lançamento foi o filme Wendy and Lucy, dirigido por Kelly Reichardt, e segue Wendy (Williams), uma jovem pobre e solitária viajando com seu cachorro e procurando emprego. Sobre o filme ela comentou. "Pessoalmente, eu gosto de ver esses tipos de filmes, porque eles me fazem sentir menos sozinha." e completou dizendo que o personagem foi um "presente." Com Wendy and Lucy, Williams ganhou o prêmio de melhor atriz da Toronto Film Critics Association. Em Mammoth (2009), Williams e Gael García Bernal interpretaram um casal bem sucedido lidando com problemas decorrentes da globalização.

### 2010-presente: Mais indicações ao Oscar

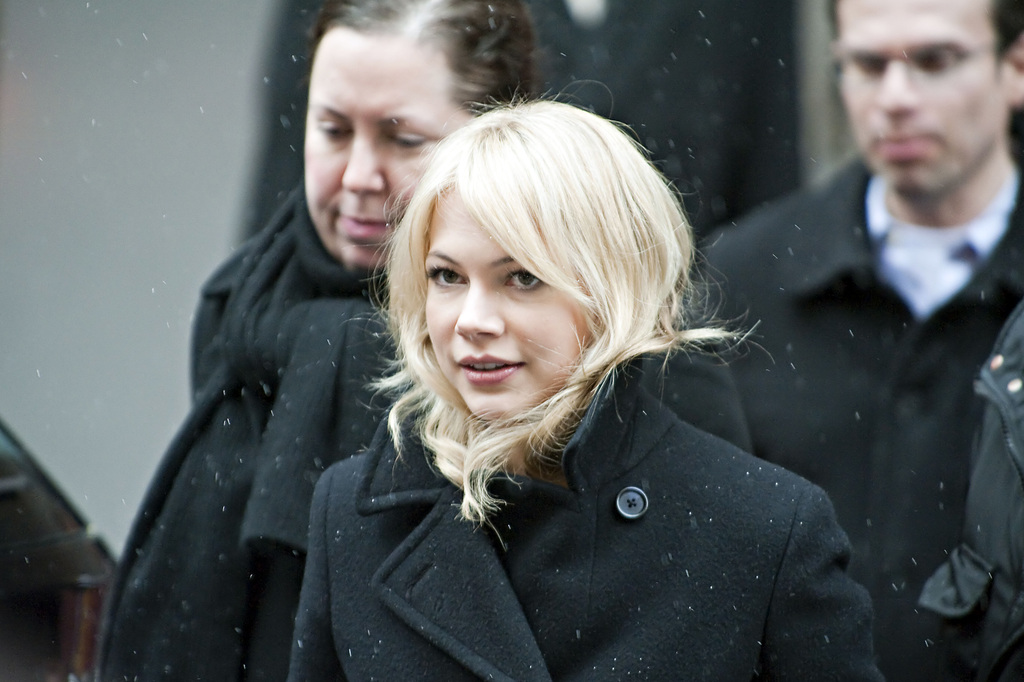
Williams deixando a conferência de imprensa do filme Shutter Island em 2010.

Martin Scorsese escalou Williams como Dolores Chanal, a esposa morta que assombra os sonhos do marechal Teddy Daniels (Leonardo DiCaprio) no filme psicológico Shutter Island. Em dezembro, estrelou novamente ao lado de Ryan Gosling no drama romântico Blue Valentine. Para entrarem no personagem, o cineasta Derek Cianfrance fez Williams e Gosling viverem juntos durante um mês. Mais tarde, ela disse que a experiência foi ótima e gostaria de ter apreciado mais. Exibido em 2010 no Festival Sundance de Cinema, o filme foi um sucesso entre os críticos. e ela foi indicada ao Oscar e ao Globo de Ouro na categoria de Melhor Atriz. Ainda em 2010, atuou no longa Meek's Cutoff, que narra a história de um incidente histórico sobre a fuga de Oregon em 1845, em que o guia Stephen Meek liderou uma caravana de carroças em uma viagem pelo meio do deserto. Williams estrelou como uma das passageiras da carroça, uma jovem mãe que desconfia das intenções de Meek. Em preparação, ela teve aulas de tiro e aprendeu a tricotar.

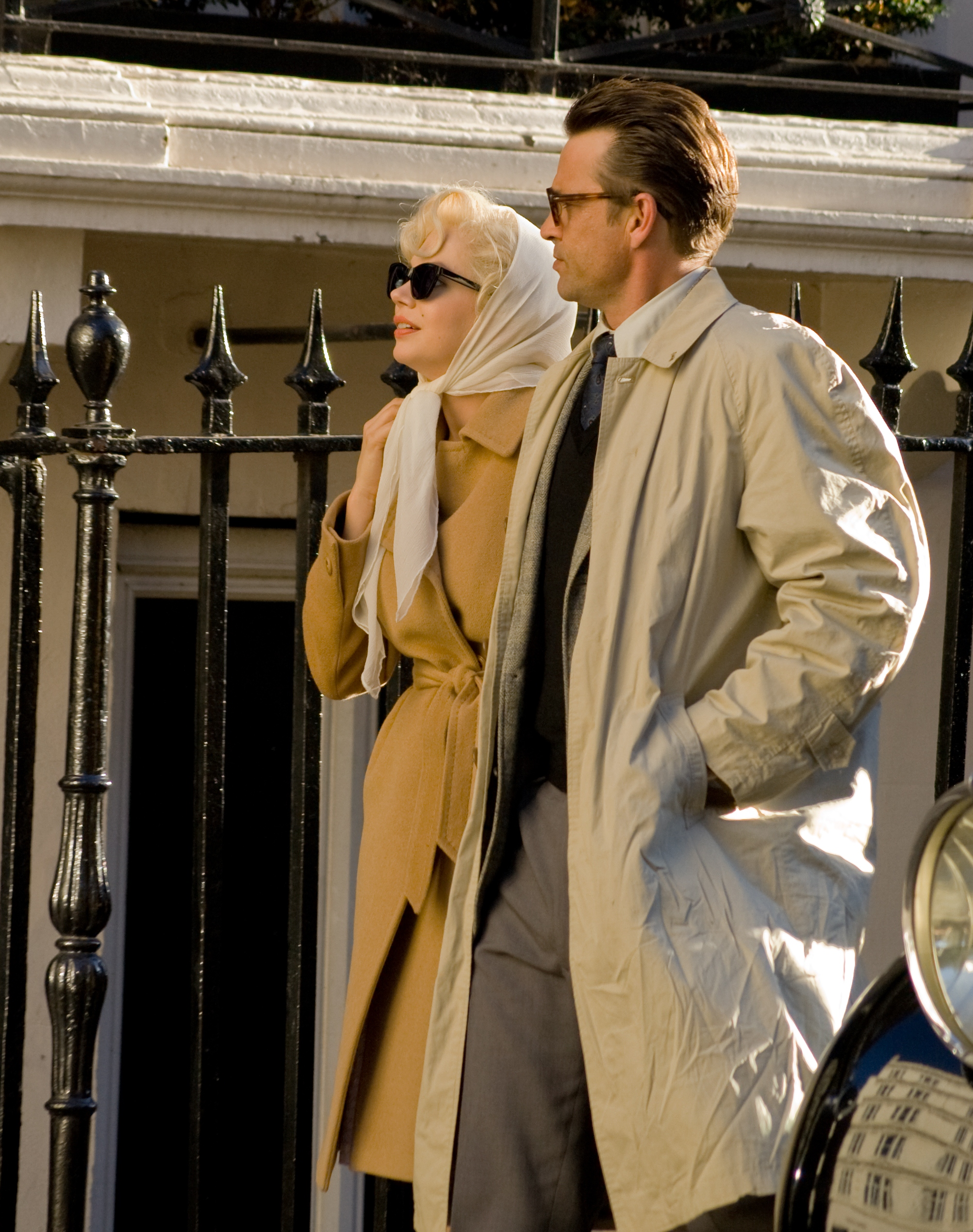
Williams e Dougray Scott no set de filmagem de Sete Dias com Marilyn, em Londres, em outubro de 2010.

Em 2011, Williams interpretou Marilyn Monroe em My Week with Marilyn, um drama britânico baseado em dois romances de Colin Clark, nos bastidores de The Prince and the Showgirl (1957). Inicialmente Williams foi cética sobre interpretar Monroe, já que ela tinha pouco em comum com sua aparência ou personalidade, mas aceitou o desafio. Ela passou seis meses lendo biografias e diários de Marilyn, e estudando sua postura, andar e maneirismos. Ela também ganhou peso para o papel e descoloriu o cabelo; Ela também fez aulas de canto, e gravou três músicas para a trilha sonora, e recriou uma performance de Monroe cantando e dançando "Heat Wave." Ela recebeu aclamação da crítica por sua performance, vencendo um Globo de Ouro de Melhor Atriz em Filme Dramático e recebendo uma segunda indicação consecutiva ao Oscar de Melhor Atriz. Ainda em 2011, atuou no romance de Sarah Polley, Take This Waltz (2011), como uma escritora casada atraída por seu vizinho.
Para desempenhar um papel que agradaria sua filha, Williams estrelou como Glinda no filme de Sam Raimi, Oz the Great and Powerful, lançado em 2013 pela Disney. Baseado nos livros infantis de Oz , serviu como uma prequela do clássico de 1939 O Mágico de Oz.
Em 2014, Williams protagonizou o drama Suite française sobre a ocupação nazista na França. No mesmo ano, ela fez sua estreia na Broadway no musical clássico Cabaret, no papel de Sally Bowles. 
Em 2016 Williams interpretou Gina no filme Certain Women de Kelly Reichardt, e Randi em Manchester by the Sea, que lhe rendeu mais uma indicação ao Oscar de Melhor Atriz Coadjuvante. Ainda em 2016, ela retorna aos palcos na peça Blackbird, onde ela recebeu uma indicação ao Tony Award de Melhor Atriz em uma Peça.
Em 2017, após uma breve aparição no drama Wonderstruck, ela atuou no filme musical The Greatest Showman, como Charity, a esposa de Barnum (Hugh Jackman). Ela cantou duas músicas na trilha sonora do filme, que se tornou um dos filmes musicais mais bem-sucedidos de todos os tempos, arrecadando mais de US$ 434 milhões dólares em todo o mundo. Ela também estrelou como Gail Harris, no drama All the Money in the World de Ridley Scott. Ela recebeu sua quinta indicação ao Globo de Ouro pelo papel. Mais tarde, foi relatado que seu colega de elenco Mark Wahlberg recebeu US$ 1,5 milhão, enquanto Williams recebeu US$ 1.000 pelas refilmagens, o que gerou um discurso sobre a disparidade salarial de gênero em Hollywood. Em 2018, Williams interpretou Avery LeClaire na comédia I Feel Pretty, e Anne Weying no filme de super-heróis Venom.
Em 2019, Williams estrelou o remake After the Wedding de Susanne Bier, no qual ela e Julianne Moore interpretaram papéis feitos por homens no longa original. Ela também retornou a televisão, na minissérie do canal FX Fosse/Verdon, na qual interpretou a atriz Gwen Verdon. Sua performance como Gwen foi aclamada pela critica, e ela ganhou um prêmio Emmy de Melhor Atriz em Minissérie de Televisão, assim como um segundo Globo de Ouro, um Critics' Choice Awards e um SAG Awards.
Em 2021, Williams reprisou o papel de Anne Weying em Venom: Let There Be Carnage. Em 2022, fez sua quarta colaboração com Kelly Reichardt, mo drama Showing Up. Williams também estrelou The Fabelmans, um filme semiautobiográfico de Steven Spielberg sobre sua infância, no qual interpretou Mitzi Fabelman, uma personagem inspirada na mãe de Spielberg; Ele a convidou para o papel depois de ver sua atuação em Blue Valentine; O filme recebeu aclamação da crítica, e ela foi indicada novamente ao Globo de Ouro e ao Oscar de Melhor Atriz. 
Após filmar The Fabelmans, Williams fez uma pausa de dois anos e meio na atuação. Em 2023, ela narrou a versão em audiobook do livro de memórias da cantora Britney Spears, The Woman in Me, a convite da própria. Um recorte do audio, no qual Williams imita Justin Timberlake falando com sotaque "afro-americano", se tornou viral nas redes sociais. Ela retornará à atuação com Dying for Sex, uma minissérie do canal FX baseada no podcast de mesmo nome, sobre uma mulher casada com câncer que começa a explorar sua sexualidade.

## Vida Pessoal
Williams começou a namorar o ator australiano Heath Ledger em 2004, durante as gravações do filme Brokeback Mountain. Em 28 de outubro de 2005, Williams deu à luz a uma menina chamada Matilda Rose Ledger.
Durante o tempo de casados, eles optaram por ter uma vida discreta em Brooklyn, Nova Iorque. Em setembro de 2007, Williams e Ledger amigavelmente terminaram o casamento de três anos. A People citou a revista Elle: "Eu não sabia para onde ir, eu não poderia imaginar qualquer lugar do mundo que ia se sentir bem para mim". Ledger morreu de uma overdose acidental em janeiro de 2008. Em 1 de fevereiro de 2008, ela deu sua primeira declaração pública sobre a morte de Ledger, onde descreveu o espírito de Ledger como sobrevivente em sua filha. Mais tarde naquele mês, ela participou de seu memorial. Após a morte de Ledger, ela e sua filha tornaram-se um interesse da mídia e muitas vezes eram seguidas por paparazzi. Como resultado, Williams não deu entrevistas até o final de 2009.
Vários meses depois da morte de Ledger, a atriz começou a namorar o diretor Spike Jonze, mas cerca de um ano depois eles terminaram o relacionamento. Em 2012, começou a namorar o ator e cantor Jason Segel. Em fevereiro de 2013, os dois decidiram terminar o namoro, citando a distância como o principal fator do rompimento. Em julho de 2018, Williams se casou com o músico Phil Elverum. O casal se separou menos de um ano depois.
Em 30 de dezembro de 2019, foi anunciado seu noivado com o diretor de teatro Thomas Kail, com quem ela trabalhou na minissérie Fosse/Verdon. Ela deu à luz a um menino chamado Hart Kail no final de 2020 e a mais um filho em 2022.

## Filmografia

### Filmes
| Ano  | Título                        | Título em português                              | Papel            | Notas                      |
| ---- | ----------------------------- | ------------------------------------------------ | ---------------- | -------------------------- |
| 1994 | Lassie                        | br: Lassie                                       | April Porter     |                            |
| 1995 | Species                       | br: A Experiência; pt: Espécie Mortal            | Sil (jovem)      |                            |
| 1995 | Timemaster                    | br: Viajantes do Futuro                          | Annie            |                            |
| 1996 | My Son Is Innocent            |                                                  | Donna            | Telefilme                  |
| 1997 | Killing Mr. Griffin           | br: O Terror Ronda a Escola; pt: Alunos Rebeldes | Maya             | Telefilme                  |
| 1997 | A Thousand Acres              | br: Terras Perdidas; pt: Amigas e Rivais         | Pammy            |                            |
| 1998 | Halloween H20: 20 Years Later | br: Halloween H20 - Vinte Anos Depois            | Molly Cartwell   |                            |
| 1999 | Dick                          | br: Todas as Garotas do Presidente               | Arlene Lorenzo   |                            |
| 1999 | But I'm a Cheerleader         | br: Nunca fui Santa                              | Kimberly         |                            |
| 2000 | If These Walls Could Talk 2   | br: Desejo Proibido; pt: Amor no Feminino        | Linda            | Telefilme da HBO           |
| 2001 | Perfume                       | br: Perfume                                      | Halley           |                            |
| 2001 | Me Without You                | br: Eu Sem Você                                  | Holly            |                            |
| 2001 | Prozac Nation                 | br: Geração Prozac                               | Ruby             |                            |
| 2003 | The United States of Leland   | br: O Mundo de Leland                            | Julie Pollard    |                            |
| 2003 | The Station Agent             | br: O Agente da Estação                          | Emily            |                            |
| 2004 | A Hole in One                 |                                                  | Anna Watson      |                            |
| 2004 | Imaginary Heroes              | br/pt: Heróis Imaginários                        | Penny Travis     |                            |
| 2004 | Land of Plenty                |                                                  | Lana             |                            |
| 2005 | The Baxter                    |                                                  | Cecil Mills      |                            |
| 2005 | Brokeback Mountain            | br/pt: O Segredo de Brokeback Mountain           | Alma Beers       |                            |
| 2006 | The Hawk Is Dying             |                                                  | Betty            |                            |
| 2006 | The Hottest State             | br: Um Amor Jovem                                | Samantha         |                            |
| 2007 | I'm Not There                 | br: Não Estou Lá; pt: Não Estou Aí               | Coco Rivington   |                            |
| 2008 | Incendiary                    | br: Incendiário                                  | Mãe (jovem)      |                            |
| 2008 | Deception                     | br: A Lista - Você Está Livre Hoje?              | S                |                            |
| 2008 | Wendy and Lucy                | br: Wendy & Lucy                                 | Wendy            |                            |
| 2008 | Synecdoche, New York          | br: Sinédoque, Nova York                         | Claire Keen      |                            |
| 2009 | Mammoth                       | br: Corações Em Conflito                         | Ellen Vidales    |                            |
| 2010 | Blue Valentine                | br: Namorados Para Sempre; pt: Só Tu e Eu        | Cindy Heller     | Também produtora executiva |
| 2010 | Shutter Island                | br: Ilha do Medo                                 | Dolores Chanal   |                            |
| 2010 | Meek's Cutoff                 |                                                  | Emily Tetherow   |                            |
| 2011 | Take This Waltz               | br: Entre o Amor e a Paixão; pt: Notas de Amor   | Margot           |                            |
| 2011 | My Week with Marilyn          | br: Sete Dias com Marilyn                        | Marilyn Monroe   |                            |
| 2013 | Oz: The Great and Powerful    | br: Oz: Mágico e Poderoso                        | Glinda / Annie   |                            |
| 2014 | Suite française               |                                                  | Lucile Angellier |                            |
| 2016 | Manchester by the Sea         | br: "Manchester á Beira-Mar"                     | Randi            |                            |
| 2016 | Certain Women                 |                                                  | Gina             |                            |
| 2017 | Wonderstruck                  |                                                  | Elaine           | Aparição                   |
| 2017 | The Greatest Showman          | br: O Rei do Show; pt: O Grande Showman          | Charity Barnum   |                            |
| 2017 | All the Money in the World    | br/pt: Todo o Dinheiro do Mundo                  | Gail Harris      |                            |
| 2018 | I Feel Pretty                 |                                                  | Avery LeClaire   |                            |
| 2018 | Venom                         | br: Venom                                        | Anne Weying      |                            |
| 2019 | After the Wedding             |                                                  | Isabel           |                            |
| 2021 | Venom: Let There Be Carnage   | br: Venom - Tempo de Carnificina                 | Anne Weying      |                            |
| 2022 | Showing Up                    |                                                  | Lizzie Carr      |                            |
| 2022 | The Fabelmans                 | br: Os Fabelmans                                 | Mitzi Fabelman   | [ 111 ]                    |
| 2023 | Deep Sky                      |                                                  | Narradora        | Documentário               |
| TBA  | A Place in Hell               |                                                  |                  | [ 113 ]                    |

### Televisão
| Ano       | Título           | Papel          | Notas                                        |
| --------- | ---------------- | -------------- | -------------------------------------------- |
| 1993      | Baywatch         | Bridget Bowers | Episódio: "Race Against Time: Parte 1"       |
| 1994      | Step by Step     | J.J.           | Episódio: "Something Wild"                   |
| 1995      | Raising Caines   | Trish Caines   | Série de televisão                           |
| 1995      | Home Improvement | Jessica Lutz   | Episódio: "Wilson's Girlfriend"              |
| 1998-2003 | Dawson's Creek   | Jen Lindley    | 128 episódios                                |
| 2013      | Cougar Town      | Laurie         | Episódio: "Blue Sunday"                      |
| 2019      | Fosse/Verdon     | Gwen Verdon    | Minissérie; 8 episódios; produtora executiva |
| 2025      | Dying for Sex    | Molly          | Próxima minissérie do FX                     |

## Teatro
| Ano  | Produção           | Papel        | Teatro                        | Ref.    |
| ---- | ------------------ | ------------ | ----------------------------- | ------- |
| 1999 | Killer Joe         | Dottie       | SoHo Playhouse                | [ 116 ] |
| 2002 | Smelling a Rat     | Melanie-Jane | Samuel Beckett Theatre        | [ 117 ] |
| 2004 | The Cherry Orchard | Varya        | Williamstown Theatre Festival | [ 118 ] |
| 2014 | Cabaret            | Sally Bowles | Studio 54                     | [ 119 ] |
| 2016 | Blackbird          | Una Spencer  | Belasco Theatre               | [ 120 ] |

## Prêmios e Indicações

#### Oscar
| Ano  | Categoria                | Indicação             | Notas    |
| ---- | ------------------------ | --------------------- | -------- |
| 2006 | Melhor Atriz Coadjuvante | Brokeback Mountain    | Indicado |
| 2011 | Melhor Atriz             | Blue Valentine        | Indicado |
| 2012 | Melhor Atriz             | My Week with Marilyn  | Indicado |
| 2017 | Melhor Atriz Coadjuvante | Manchester by the Sea | Indicado |
| 2023 | Melhor Atriz             | The Fabelmans         | Indicado |

#### BAFTA
| Ano  | Categoria                | Indicação             | Notas    |
| ---- | ------------------------ | --------------------- | -------- |
| 2006 | Melhor Atriz Coadjuvante | Brokeback Mountain    | Indicado |
| 2012 | Melhor Atriz             | My Week with Marilyn  | Indicado |
| 2017 | Melhor Atriz Coadjuvante | Manchester by the Sea | Indicado |

#### Emmy Awards
| Ano  | Categoria                               | Indicação    | Notas    |
| ---- | --------------------------------------- | ------------ | -------- |
| 2019 | Melhor Atriz em Minissérie ou Telefilme | Fosse/Verdon | Venceu   |
| 2019 | Melhor Série Limitada (como produtora)  | Fosse/Verdon | Indicado |

#### Globo de Ouro
| Ano  | Categoria                                   | Indicação                  | Notas    |
| ---- | ------------------------------------------- | -------------------------- | -------- |
| 2006 | Melhor Atriz Coadjuvante em Cinema          | Brokeback Mountain         | Indicado |
| 2011 | Melhor Atriz em Cinema - Drama              | Blue Valentine             | Indicado |
| 2012 | Melhor Atriz em Cinema - Comédia ou Musical | My Week with Marilyn       | Venceu   |
| 2017 | Melhor Atriz Coadjuvante em Cinema          | Manchester by the Sea      | Indicado |
| 2018 | Melhor Atriz em Cinema - Drama              | All the Money in the World | Indicado |
| 2020 | Melhor Atriz em Minissérie ou Telefilme     | Fosse/Verdon               | Venceu   |
| 2023 | Melhor Atriz em Cinema - Drama              | The Fabelmans              | Indicado |

#### SAG Awards
| Ano  | Categoria                               | Indicação             | Notas    |
| ---- | --------------------------------------- | --------------------- | -------- |
| 2004 | Melhor Elenco em Cinema                 | The Station Agent     | Indicado |
| 2006 | Melhor Atriz Coadjuvante                | Brokeback Mountain    | Indicado |
| 2006 | Melhor Elenco em Cinema                 | Brokeback Mountain    | Indicado |
| 2012 | Melhor Atriz Principal                  | My Week with Marilyn  | Indicado |
| 2017 | Melhor Atriz Coadjuvante                | Manchester by the Sea | Indicado |
| 2017 | Melhor Elenco em Cinema                 | Manchester by the Sea | Indicado |
| 2020 | Melhor Atriz em Minissérie ou Telefilme | Fosse/Verdon          | Venceu   |
| 2023 | Melhor Elenco em Cinema                 | The Fabelmans         | Indicado |

#### Television Critics' Association (TCA Awards)
| Ano  | Categoria                              | Série        | Resultado |
| ---- | -------------------------------------- | ------------ | --------- |
| 2019 | Melhor Performance Individual em Drama | Fosse/Verdon | Venceu    |

#### Tony Awards
| Ano  | Trabalho  | Categoria                          | Resultado |
| ---- | --------- | ---------------------------------- | --------- |
| 2016 | Blackbird | Melhor Atriz Principal em uma Peça | Indicado  |

#### Critics' Choice Awards
| Ano  | Categoria                               | Indicação             | Resultado |
| ---- | --------------------------------------- | --------------------- | --------- |
| 2006 | Melhor Atriz Coadjuvante                | Brokeback Mountain    | Venceu    |
| 2011 | Melhor Atriz                            | Blue Valentine        | Indicado  |
| 2012 | Melhor Atriz                            | My Week with Marilyn  | Indicado  |
| 2017 | Melhor Atriz Coadjuvante                | Manchester by the Sea | Indicado  |
| 2017 | Melhor Elenco                           | Manchester by the Sea | Indicado  |
| 2020 | Melhor Atriz em Minissérie ou Telefilme | Fosse/Verdon          | Venceu    |
| 2023 | Melhor Atriz                            | The Fabelmans         | Indicado  |
| 2023 | Melhor Elenco                           | The Fabelmans         | Indicado  |